# عربی مشرقی
عربی مشرقی (به عربی: عامیة) شامل گویش‌های عربی است که در مشرق عربی شامل مصر، لبنان، فلسطین، اسرائیل، کویت، اردن، سوریه، قبرس، ترکیه، عراق، سودان، عربستان سعودی، امارات متحده عربی، عمان، بحرین و قطر رایجند. این گونه‌ها در برابر عربی مغربی (یا دارجة) قرار دارند و شامل عربی عراقی و شبه‌جزیره‌ای در کنار مصری، سودانی و شامی هستند.

## گونه‌ها
- گویش‌های عربی
  - عربی عراقی
  - عربی حجازی
  - عربی مصری
  - عربی نجدی
  - عربی یمنی
  - عربی عراقی
  - عربی فلسطینی
  - عربی اردنی
  - عربی سوری
  - عربی لبنانی
  - عربی شامی
- بادیه‌نشینان
  - عربی بدوی